# Svišť šedý
Svišť šedý (Marmota baibacina) je druh sviště obývající horské stepi a alpínské louky pohoří Altaj a Sajan ve východním Kazachstánu, Kyrgyzstánu, na západní Sibiři, v republice Tuva, na západě Mongolska a v autonomní oblasti Sin-ťiang na území Čínské lidové republiky.
Podobně jako ostatní druhy svišťů žije i svišť šedý v koloniích, které obývají systém nor a doupat. Je býložravý, živí se trávou a bylinami, podle místních podmínek se od srpna do října ukládá k zimnímu spánku, který trvá 7-8 měsíců.
Na územích, kde se vyskytuje společně se svištěm tarbagan, žije svišť šedý pouze na alpínských loukách a svišť tarbagan obývá horské stepi v údolích.